# Mashhad Urban Railway

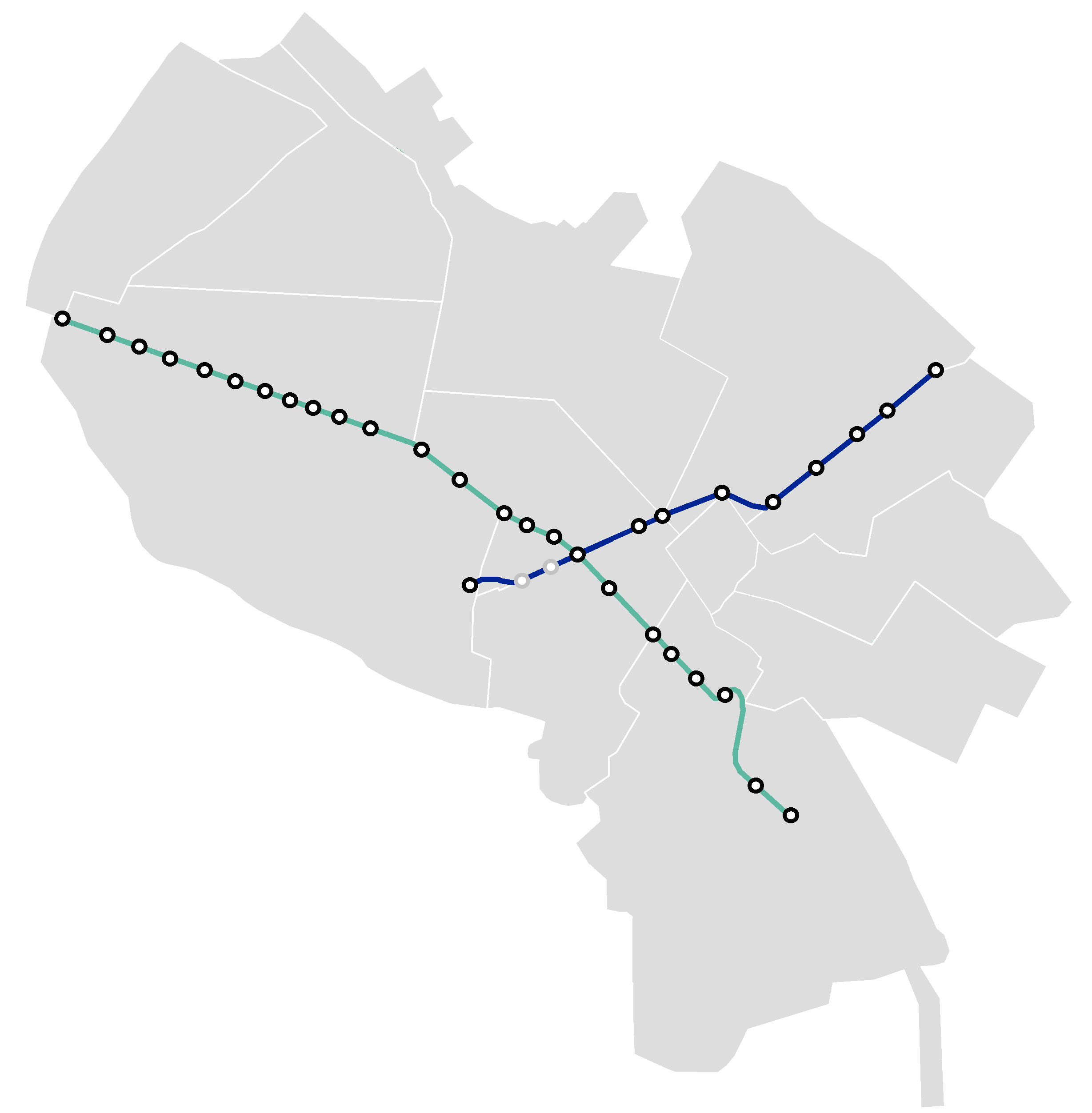
Streckennetz im August 2017:
grün: Linie 1, blau: Linie 2

Mashhad Urban Railway (englisch), auch Mashhad Metro, ist das Metrosystem von Maschhad, der mit 3 Millionen Einwohnern zweitgrößten Stadt des Iran.

## Linien

### Linie 1
Die 1999 begonnene und 2011 fertiggestellte Linie 1 verbindet den im Südosten der Stadt liegenden Flughafen Schahid Hascheminedschad mit dem Bezirk Vakilabad im Nordwesten Maschhads auf einer Länge von 24,5 km. Etwa neun Kilometer liegen unterirdisch, der Rest liegt oberirdisch. Die Linie 1 hat täglich durchschnittlich 170.000 Fahrgäste zu verzeichnen.

### Linie 2
Die Linie 2 ging am 20. Februar 2017 in Betrieb und verläuft vom Norden des Irans in den Süden. Derzeit ist die Strecke, die von Koohsangi nach Tabarsi verläuft, 13,5 km lang und bedient von 6 bis 22 Uhr 12 Haltestellen.
Die Linie bedient des Weiteren zwei Haltestellen, die den Umstieg in die Linie 1 ermöglichen.

## Zukünftiger Ausbau

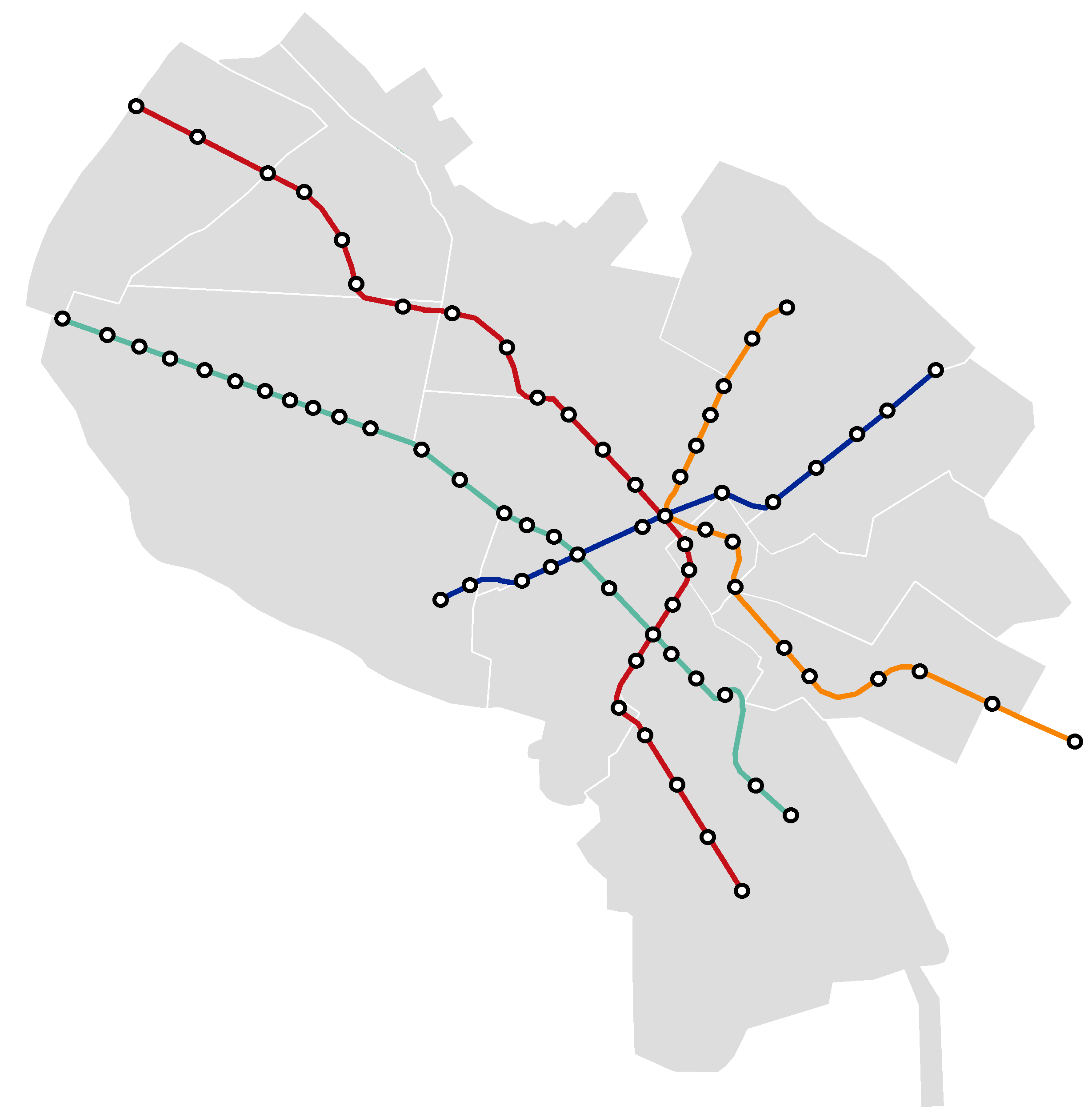
Ausbaupläne aus dem Jahr 2017

Insgesamt sind vier Linien geplant. Zwischen den Linien 1 und 2 bzw. 3 ist der Übergang an zwei unterschiedlichen Stationen möglich.
Die Station Shohada wird zentraler Umsteigeknoten für die Linien 2, 3 und 4.

### Linie 3
Eine erste, 11,5 km lange Teilstrecke zwischen Ferdowsi Bulevard und Saba Bulevard war 2017 bereits im Bau. Später soll eine Gesamtlänge von 17 km erreicht werden.

### Linie 4
Die Linie soll von der Khaje Rabi Street nach Shahrak-e-Shahid Rajayi führen und 17,5 km lang werden und 15 Stationen erhalten.
Die Lage der 15 Stationen wurde bereits im Jahr 2015 festgelegt.